# Colours
Colours är namnet på debutalbumet av Christopher och släpptes 19 mars 2012 på EMI.

## Låtlista
1. Mine, Mine, Mine
2. Nothing In Common
3. Avalanche
4. Set the Record Straight
5. Against the Odds
6. Morning Light
7. Unbreakable
8. Big Mistake
9. Colours - feat. Frida Amundsen
10. Still in Love
11. Lots of Downs